# Künstler-Quadrille op. 201
Künstler-Quadrille, op. 201, är en kadrilj av Johann Strauss den yngre. Den spelades första gången den 2 februari 1858 i Sofiensäle i Wien.

## Historia
Till sin andra Künstler-Quadrille (den första var op.71) använde sig Johann Strauss inte bara av operamusik utan även av samtida verk. Urvalet var långt från slumpmässigt. Tidningen Blätter für Musik, Theater und Kunst skrev den 26 januari 1858 om kadriljen: "den återspeglar förra årets konsertsäsong". Verket byggde på "motiv från firade mästare" och skrevs till Wiens konstnärsbal i Sofiensäle den 2 februari 1858. Kadriljen består av teman från följande verk: Felix Mendelssohn: Brudmarschen (En midsommarnattsdröm); Wolfgang Amadeus Mozart: Symfoni nr 40 i g-moll; Carl Maria von Weber: "Hüon, mein Gatte" (Oberon); Frédéric Chopin: Trio från Sonat op. 35 (Begravningsmarsch); Niccolò Paganini: La Campanella från Violinkonsert nr 2; Giacomo Meyerbeer: "Ja, das Gold ist nur Chimäre" (Robert le Diable); Heinrich Wilhelm Ernst: Der Carneval von Venedig op. 18; Weber: "Himmel, nimm des Dankes Zähren" (Friskytten); Julius Schulhoff: Chant du berger; Franz Schubert: "Wenn ich durch Busch und Zweig" (Widerspruch) op. 105 No.1; Mozart: "Der Vogelfänger bin ich, ja" (Trollflöjten); Beethoven: Marcia alla turca (Athens ruiner); Beethoven: Piano Sonata op. 47 (Andante)
Trots att kadriljen mottogs väl av publiken ådrog den sig kritik från vissa håll, inte minst från L.A. Zellner i Blätter für Musik, Theater und Kunst (12.02.1858): "Även om detta stycke fick mig att tänka på artistisk blasfemi, så skall jag tröst mig med att tanken måste ha varit harmlös. Dock, intelligenta personer lär ha sagt att inte var enkelt att dansa till 'Künstler-Quadrille'. Om inte felet låg hos det delvis ovanliga urvalet av rytmiskt olämpliga motiv eller i den effektlösa instrumenteringen här och där, så måste det verkligen ha varit den seriösa musikens hämnande ängel som gjorde sin påverkan känd och lade in sitt veto. Jag ska inte argumentera huruvida man från detta kan dra slutsatsen att vi inte sympatiserar med Herr Strauss kompositioner och vi skulle inte göra det även om det hade fått ett lyckligt slut."

## Om kadriljen
Speltiden är ca 5 minuter och 10 sekunder plus minus några sekunder beroende på dirigentens musikaliska tolkning.

## Weblänkar
- Künstler-Quadrille i Naxos-utgåvan.